# Miss Santa Catarina 2020
Miss Santa Catarina 2020 teria sido a 63ª edição do tradicional concurso de beleza feminino de Miss Santa Catarina, válido para a disputa de Miss Brasil 2020, único caminho para o certame de Miss Universo. O evento coordenado por Túlio Cordeiro da Crazy Models teve seu ápice na noite do dia 24 de agosto de 2019 no "Clube União Ariribá" localizado na estância balneária de Balneário Camboriú. Disputaram o título de Patrícia Marafon, Miss Santa Catarina BE Emotion 2019, catorze candidatas de diversos municípios, tendo como a grande campeã a representante de Blumenau, Milena Sens. Como o nacional não ocorreu em 2020, o estadual foi invalidado.

## Resultados

### Colocações
| Posição        | Município e Candidata                                                            |
| Vencedora      | - Blumenau - Milena Sens                                                         |
| 2º. Lugar      | - Otacílio Costa - Bruna Valim                                                   |
| 3º. Lugar      | - Itajaí - Babi Sezaro                                                           |
| 4º. Lugar      | - Balneário Camboriú - Catherine Schutte                                         |
| 5º. Lugar      | - Joinville - Haeixa Pinheiro                                                    |
| Semifinalistas | - Brusque - Daiane Farínea - Chapecó - Débora Chiarello - Lages - Ellen Waltrick |

### Prêmios Especiais
Foram distribuídos os seguintes prêmios este ano:
| Prêmio              | Município e Candidata         |
| Miss Simpatia       | - Luiz Alves - Pricila Hermes |
| Miss Fotogenia      | - Joinville - Haeixa Pinheiro |
| Miss Elegância      | - Concórdia - Taynara Benelli |
| Miss Melhor Corpo   | - Lages - Ellen Waltrick      |
| Miss Melhor Torcida | - Blumenau - Milena Sens      |

### Ordem dos Anúncios
| 1. Lages 2. Balneário Camboriú 3. Chapecó 4. Otacílio Costa 5. Itajaí 6. Blumenau 7. Brusque 8. Joinville | 1. Joinville 2. Itajaí 3. Balneário Camboriú 4. Otacílio Costa 5. Blumenau |  |  |

## Vencedora
Informações acerca da grande vencedora:
| “ | Filha de Araci Leandra Braatz Nazário e Ricardo Fernando Sens, Milena nasceu em Ibirama, é modelo e estudante de fisioterapia. Tem 1,77 metros de altura, 82 centímetros de busto, 60 centímetros de cintura, 92 centímetros de quadril e pesa 56 quilos. | ” |

Marcos Cardoso, Portal ND+Mais.

## Jurados

### Final
Ajudaram a eleger a vencedora:
1. Diogo Antonielo, nutrólogo;
2. Aline Cunha Souza, empresária;
3. Aline Mallon, design de moda e esteticista;
4. Francine Eickemberg, Miss Santa Catarina 2000;
5. Vanessa Martins, Miss Santa Catarina 1997;
6. Mariana Flessak, dermatologista;
7. Evandro Hazzy, missólogo;

## Candidatas
Disputaram o título este ano:
| - Balneário Camboriú - Catherine Schutte - Blumenau - Milena Sens - Brusque - Daiane Farínea - Camboriú - Dhayane Aimone - Campos Novos - Poliana Sabei - Chapecó - Débora Chiarello - Concórdia - Taynara Benelli | - Florianópolis - Luana Campos - Itaiópolis - Valéria Voigt - Itajaí - Babi Sezaro - Joinville - Haeixa Pinheiro - Lages - Ellen Waltrick - Luiz Alves - Pricila Hermes - Otacílio Costa - Bruna Valim |